# Crisis política en Guatemala (2023-2024)
La crisis política en Guatemala surgió después de que se hicieran públicos los resultados preliminares de la primera vuelta electoral de las elecciones el 25 de junio de 2023 en las que de forma sorpresiva Bernardo Arévalo se posicionaba en segundo lugar detrás de Sandra Torres y pasaba a la segunda vuelta a realizarse el 20 de agosto. Durante el proceso electoral las encuestas no identificaron el ascenso de Arévalo, a pesar del alto descontento popular hacia la «clase política»; es probable que los sucesos del día previo a las elecciones incidieran el voto popular hacia quien, unos meses antes, era un desconocido candidato.
Los principales partidos alegaron fraude electoral en el cómputo de los datos al sistema electrónico y solicitaron un reconteo que fue otorgado por las Cortes del país, al no haber logrado revertir los resultados, el Ministerio Público anunció una orden judicial que establecía la suspensión del partido Movimiento Semilla y la no adjudicación de sus cargos electos, lo cual ponía en riesgo la segunda vuelta electoral, a pesar de esto se realizó por orden judicial.
Después de la oficialización de los resultados y proclamación de Bernardo Arévalo como presidente electo, la Fiscalía allanó las cajas electorales ante afirmaciones sobre supuesto «fraude» que el partido Unidad Nacional de la Esperanza (UNE) realizó al no aceptar los resultados de las elecciones. Además, han solicitado retirar el derecho de antejuicio a los magistrados del Tribunal Supremo Electoral (TSE) ante supuestas ilegalidades del sistema de Transmisión de Resultados Electorales Preliminares (TREP).
El 8 de diciembre de 2023 el Ministerio Público declaró que las actas electorales utilizadas en los comicios «son nulas de pleno derecho» ya que «no fueron autorizadas» antes por el Tribunal Supremo Electoral, por lo que quedarían anuladas las elecciones de presidente, diputados, alcalde y diputados al Parlamento Centroamericano.

## Desarrollo
El 26 de junio, los resultados fueron aceptados por los contendientes Zury Ríos y Edmond Mulet quienes en las encuestas aparecían como potentes acompañantes de Torres en la segunda vuelta. A pesar de eso, días después, Ríos retiró la publicación donde expresaba su reconocimiento.
Los resultados preliminares de las elecciones generales indicaron que Sandra Torres de la Unidad Nacional de la Esperanza (UNE) y Bernardo Arévalo del Movimiento Semilla disputarían la segunda vuelta, mientras que en tercer lugar se posicionaba el oficialista Manuel Conde Orellana de Vamos. Sin embargo, la certificación de los resultados se retrasó debido a un controvertido amparo concedido por la Corte de Constitucionalidad (CC) a nueve partidos de derecha, incluido el oficialista Vamos. Estos partidos impugnaron el resultado alegando «irregularidades» y «fraude electoral» a favor de Arévalo, incluso llegaron a pedir una nueva elección o el reconteo de los votos.
La Corte ordenó una nueva revisión de actas impugnadas, que se realizó durante la primera semana de julio y no reflejaron mayores cambios en los resultados preliminares, incluso en algunas mesas los votos hacia Arévalo aumentaron. A pesar de eso, los partidos perdedores aumentaron la narrativa del fraude y alegaron que no se cumplió con lo ordenado por la Corte. La Corte Suprema de Justicia no hizo lugar al amparo pedido por los partidos en pos del recuento en las mesas electorales y declaró que era probable que la oficialización de resultados se retrasara. A partir de allí el Tribunal Supremo Electoral fue autorizado a oficializar los resultados y la realización de la segunda vuelta entre Torres y Arévalo.

### Caso contra el partido ganador
El 12 de julio del mismo año, el Tribunal Supremo Electoral oficializó los resultados y confirmó que Torres y Arévalo disputarían la segunda vuelta, sin embargo, al mismo tiempo, el fiscal Rafael Curruchiche del Ministerio Público anunció que, a petición de la Fiscalía Especial Contra la Impunidad, el juez Fredy Orellana ordenaba la suspensión de la personalidad jurídica del Movimiento Semilla por un supuesto caso de firmas falsas de afiliados para la formación del partido político y ordenó al tribunal electoral la suspensión del partido político y por ende la suspensión de adjudicación de cualquier cargo de elección popular en el que hubieran participado, anunciándolo casi en forma de celebración. Tanto el Tribunal Supremo Electoral como expertos en derecho afirmaron que el juez no actuó conforme a la Ley Electoral y de Partidos Políticos y que su medida ponía en riesgo el desarrollo de la segunda vuelta electoral porque evitaba que el partido participara en ésta y que era probable que se buscaba sacar a Arévalo de la contienda. Ante esto, el Movimiento Semilla presentó un amparo ante la Corte de Constitucionalidad para revertir la orden del juez. La Corte concedió el amparo de manera provisional y Semilla se mantuvo en la segunda vuelta que ganó con el 61% de los votos. A partir de allí se convocaron manifestaciones para pedir la renuncia de la fiscal general María Consuelo Porras, el fiscal Curruchiche y el juez Orellana.
Días después de la segunda vuelta, el director del Registro de Ciudadanos sufrió presiones para suspender al partido ganador de las elecciones, lo hizo a finales de agosto pero el pleno del TSE suspendió la orden debido a que el proceso electoral seguía en curso de acuerdo al decreto de convocatoria; eso hizo que magistrados del tribunal recibieran sugerencias para ampliar dicho decreto para evitar que acciones de la Fiscalía evitaran la toma de posesión de los ciudadanos electos sin embargo, no lo hicieron debido a que finalizarlo era una forma de asegurar los resultados de las elecciones.
Finalizado el proceso electoral de forma oficial el 31 de octubre de 2023, el Registro de Ciudadanos emitió una resolución de suspensión al partido Movimiento Semilla, se cree que fue bajo presiones de la fiscalía debido a que antes habían solicitado retirar la inmunidad al director general de dicho órgano. De inmediato, la FECI notificó al Congreso para que la bancada del partido perdiera su calidad y en consecuencia algunos puestos en comisiones, antes también lo hizo en agosto pero en esa ocasión el Congreso sí disolvió a la bancada nombrando a los diputados como independientes.

### UNE no acepta los resultados
Luego de la segunda vuelta en que Arévalo fue elegido con el 61% de los votos, Sandra Torres no volvió a dar la cara ante medios de difusión desde la última realizada a mediodía de la jornada electoral donde aseveraba supuestas irregularidades en el proceso. El viernes 25 de agosto el comité ejecutivo de la UNE interpuso una denuncia contra el Tribunal electoral, alegando que el sistema de Transmisión de Resultados Electorales Preliminares (TREP) falló y que presentó irregularidades como: actas subidas antes de que finalizara la elección, votos que no concordaban en físico con el sistema, duplicidad de boletas, además de que se presentaban más actas que el número de mesas habilitadas; sin embargo, esto se debió a que el TSE también realizó elecciones municipales en cinco municipios.
El 12 de septiembre el Ministerio Público allanó la sede donde el TSE tenía guardadas las cajas con las papeletas y actas con los resultados electorales ante una supuesta denuncia de «un ciudadano» quién aseguró que los resultados reales no concordaban con lo publicado en el TREP a pesar de que el TSE  había explicado muchas veces que este solo era un sistema informativo y que los resultados oficiales se tomaban con base en las actas físicas. La presencia del MP en el lugar duró dos días y medios de comunicación hicieron tomas donde fiscales realizaban el conteo de votos sin ninguna formalidad, rompiendo las custodias.
En noviembre se conoció un audio de la audiencia en la que el allanamiento fue solicitado y donde fiscales hicieron ver la necesidad de contar los votos.La solicitud derivó de una denuncia presentada por el activista Giovanni Fratti, integrante de la organización Guatemala Inmortal que en sus columnas ha denunciado «fraude». A raíz de ésta, integrantes de la Fiscalía solicitaron al juez la autorización para allanar la bodega donde se encontraban los votos y actas electorales con el objetivo de analizarlas. La Fiscalía allanó y se llevó todas las actas originales a pesar de la oposición de magistrados quienes aseguraron que a partir de la fecha no podían respaldar su contenido.

### Persecución a magistrados
En septiembre, el MP presentó una solicitud de retiro de inmunidad contra todos los magistrados ante una investigación realizada por una denuncia que presentaron partidos políticos y la UNE, la investigación inició en julio y según el MP el sistema de transmisión de datos presentó irregularidades tanto en su funcionamiento como en la adquisición de esto. También algunas organizaciones civiles de derecha presentaron denuncias en contra de magistrados y funcionarios del Tribunal Supremo Electoral bajo argumentos de que habría habido compras anómalas o sobrevaloradas.
A inicios de noviembre, la Corte Suprema de Justicia integrada con magistrados suplentes trasladó al Congreso la solicitud, ésta fue conocida por el pleno antes de finalizar la primera quincena donde se designó a la comisión correspondiente para analizarla y dar una recomendación a los diputados. La Comisión estuvo presidida por Enrique Montano y otros cuatro congresistas, sin embargo, tres de ellos (Flavio Muñoz, Douglas Rivero y Julio Longo) presionaron para que el informe fuera entregado al pleno antes del 30 de noviembre, día en que finalizaban las sesiones ordinarias por lo que la comisión solo tuvo siete días para analizar el expediente. La Corte constitucional declaró que no se podía incluir a la presidente Blanca Alfaro ni a los tres magistrados suplentes, pues la primera había votado en contra de adquirir el sistema informático y los otros tres no estuvieron en la votación.
Durante el desarrollo de los mismos se descubrió que la denuncia había sido interpuesta por los abogados conservadores Giovanni Fratti y Karen Fisher (exnuera de Jorge Carpio Nicolle) quienes no se presentaron a la primera sesión y pidieron una reprogramación, ambos aseguraron «un fraude»; al ser cuestionados, aseguraron que se referían al fisco. Fisher dijo que el Congreso debía apresurarse porque se acercaba el 14 de enero, fecha de la toma de posesión; los magistrados del TSE también solicitaron una prórroga pero fue negada, incluso la magistrada Irma Palencia no pudo defenderse al no poder presentarse a la citación. La comisión recomendó retirar la inmunidad con tres votos a favor y dos en contra (de Montano y Osmundo Ponce) y el siguiente día, de forma preparada el Congreso conoció el informe pero no lograron el cuórum de 107 para iniciar la votación y retirarles la inmunidad, ese día aprobaron el Presupuesto General de 2024 y casi a media noche, mediante moción, iniciaron la votación en la que lograron 108 votos afirmativos para retirar la inmunidad a: Irma Palencia, Rafael Rojas, Mynor Franco y Gabriel Aguilera, en la que lograron convencer a cuatro a última hora en el transcurso de la votación.
Al día siguiente, los cuatro magistrados titulares solicitaron licencia y vacaciones; de inmediato salieron del país, la última en salir fue Palencia, dos jornadas después. Desde ese momento el TSE quedó desintegrado debido a que el pleno se conforma por cinco magistrados y sólo había cuatro disponibles (un titular y tres suplentes) porque el Congreso no había elegido a los otros dos magistrados suplentes vacantes desde hacía meses.

## Reacciones
La constante judicialización de las elecciones ha sido muy criticada por diversas organizaciones nacionales e internacionales, incluso el Tribunal Supremo Electoral, la sociedad civil, el sector privado, organizaciones no gubernamentales, medios de comunicación, la iglesia católica, la Misión de Observación Electoral en Guatemala, la Organización de las Naciones Unidas, la Organización de Estados Americanos, Estados Unidos, Reino Unido, países europeos y latinoamericanos, que pidieron respetar el veredicto de las urnas, negaron las acusaciones de fraude y afirmaron que los resultados coincidían con sus observaciones, también condenaron el intento de proscripción del partido Semilla. En una declaración bipartidista, el Congreso de los Estados Unidos pidió al presidente Joe Biden que impusiera sanciones contra de los responsables de «amenazar la democracia» en Guatemala. Alrededor de veinte expresidentes conservadores de España y América Latina emitieron un comunicado conjunto en el que condenaron el intento de inhabilitar a Arévalo y su partido, lo compararon con la reciente inhabilitación de la líder opositora venezolana María Corina Machado. El periodista argentino Andrés Oppenheimer calificó las acusaciones de fraude electoral en Guatemala como un intento de «golpe de Estado», y las comparó con los intentos de Donald Trump de anular los resultados de las elecciones presidenciales de Estados Unidos de 2020. 
Por su parte, el Ministerio Público se ha defendido afirmando que no tienen la intención de «interferir» ni «inhabilitar» la participación de los candidatos y toma de posesión de los electos.
El 18 de diciembre de 2023, la Unión Europea en Guatemala, emitió un comunicado en el cual resalta la problemática actual de Guatemala, considerando la participación directa de la fiscal general Consuelo Porras, el fiscal especial contra la impunidad José Rafael Curruchiche, el juez Fredy Raúl Orellana Letona, la fiscal Cinthia Edelmira Monterroso Gómez, la fiscal Leonor Morales y el Secretario del MP Ángel Pineda, de los cuales ya figuraban en la Lista de Actores Corruptos y Antidemocráticos elaborada y emitida por los Estados Unidos, y tomando en cuanta que como firmantes del Acuerdo de Asociación entre la Unión Europea y Centroamérica, se incluye el «respeto a los principios democráticos y los derechos humanos fundamentales» como «elemento esencial» de los fundamentos que dan sustento a los acuerdos, condenan los continuos esfuerzos del Ministerio Público por invalidar los resultados de las elecciones generales y presidenciales sobre la base de acusaciones infundadas de supuesto fraude, atentando en un intento de golpe de Estado. El Parlamento Europeo pide a su Consejo que adopte inmediatamente medidas restrictivas específicas, contra estos personajes y pide a las autoridades guatemaltecas, en particular al Ministerio Público, que se abstengan de todo intento de obstaculizar la labor de los defensores de los derechos humanos, operadores de justicia y los periodistas, expresando su preocupación por la detención arbitraria de fiscales, jueces, antiguos funcionarios de la Comisión Internacional contra la Impunidad en Guatemala (CICIG) y periodistas independientes, el cierre de elPeriodico y la persecución contra José Rubén Zamora, entre lo manifestado y expresa su apoyo a los trabajos en curso realizados por la Misión Especial de la OEA para ayudar con la transición presidencial, de conformidad con el mandato del Consejo Permanente de la OEA.